# Coordenadas independientes
Se conoce como coordenadas independientes al número mínimo de coordenadas necesarias para definir la posición de un mecanismo dado. Si el sistema es holónomo, coincide con los grados de libertad. A diferencia de los grados de libertad, se identifica como un "movimiento a largo plazo" (posición), mientras que los grados de libertad se refieren a "movimiento a corto plazo".